# Gradara
Gradara – miejscowość i gmina we Włoszech, w regionie Marche, w prowincji Pesaro i Urbino.
Według danych na rok 2004 gminę zamieszkiwało 3361 osób, 197,7 os./km².
Główną atrakcją miejscowości jest średniowieczna twierdza, powstała w XII w. na zlecenie rodu Malatesta. Pierwotnie donżon, w późniejszych latach został rozbudowany, by w okresie renesansu utracić znaczenie militarne. W XV w. zamek przejęty został przez rodzinę Sforza z Pesaro. Założenie bardzo ucierpiało wskutek trzęsienia ziemi na pocz. XX w. Obecny wygląd zawdzięcza rekonstrukcji dokonanej przez Umberto Zanvettoriego i jego żonę, Alberty, którzy nabyli ruinę w latach 20. XX w.
W murach średniowiecznej twierdzy miała się wydarzyć tragiczna historia miłosna Paola Malatesty i Franceski da Rimini, opisana przez Dantego w Boskiej komedii. Przez krótki czas przebywała tutaj Lukrecja Borgia, jako żona Giovanniego Sforzy.